# Irena Paleolog
Irena Paleolog (ur. 1315, zm. po 1341) – cesarzowa Trapezuntu od 1340 do 1341 roku. 

## Życiorys
Była nieślubną córką cesarza bizantyńskiego Andronika III Paleologa. Niewiele wiadomo o wczesnym okresie życia Ireny. Jej małżeństwo z cesarzem Bazylim trwało tylko około dziewięciu miesięcy. Po jego zamordowaniu udała się do Konstantynopola. 